# Bạch Vũ
Bạch Vũ (tiếng Trung: 白宇, tiếng Anh: Bai Yu) là một diễn viên Trung Quốc, được biết đến với vai diễn trong các bộ phim truyền hình Yêu em từ cái nhìn đầu tiên (2016), Truy tìm kí ức (2016), Mùa hạ thoáng qua (2018), Trấn Hồn (2018), Thần Thám (Detective L) (2019) và Những đứa con nhà họ Kiều (2021).

## Sự nghiệp
Bạch Vũ tốt nghiệp Học viện Hý kịch Trung ương với tấm bằng cử nhân Diễn xuất.
Năm 2014, Bạch Vũ ra mắt công chúng trong web drama Điểu ty nhật ký.
Năm 2015, Bạch Vũ tham gia bộ phim về đề tài y khoa thanh niên Trưởng thành do Lục Nghị cùng Bạch Bách Hà đóng chính, trong phim anh vào vai một thực tập sinh nổi loạn nhưng thực tế. Cùng năm, anh được chọn tham gia các bộ phim truyền hình lãng mạn hiện đại Vân Điên Chi Thượng và Xin chào, Kiều An.
Năm 2016, Bạch Vũ được công nhận với vai diễn trong bộ phim chiến tranh Young Marshal của đạo diễn Zhang Li. Anh được biết đến nhiều hơn với vai phụ trong bộ phim ngôn tình ăn khách Yêu em từ cái nhìn đầu tiên. Sau đó, anh đóng vai chính trong web drama tội phạm bí ẩn Truy tìm kí ức, chuyển thể từ tiểu thuyết cùng tên của Đinh Mặc. Bộ phim đã thành công vang dội ở Trung Quốc và khiến Bạch Vũ ngày càng nổi tiếng.
Năm 2017, Bạch Vũ đóng vai chính trong bộ phim yêu nước Kiến quân đại nghiệp, đóng vai Cai Qingchuan. Anh đã nhận được những đánh giá tích cực cho diễn xuất của mình.
Năm 2018, Bạch Vũ đóng vai chính trong bộ phim thanh xuân được đánh giá cao Mùa hạ thoáng qua. Bộ phim đã được đề cử Giải Phi thiên cho Phim truyền hình xuất sắc. Sau đó anh đóng vai chính trong web drama 'tình anh em' - khoa học giả tưởng Trấn Hồn cùng với Chu Nhất Long. Bộ phim đã phát triển một lượng người theo dõi trực tuyến khủng và khiến Bạch Vũ ngày càng nổi tiếng. Forbes Trung Quốc đã liệt kê Bạch Vũ vào danh sách 30 Under 30 Asia 2017, bao gồm 30 người dưới 30 tuổi có ảnh hưởng đáng kể trong lĩnh vực của mình.
Năm 2019, Bạch Vũ xuất hiện lần đầu tiên trong Đêm hội mùa Xuân CCTV, biểu diễn ca khúc "Child of Generation".  Cùng năm, anh tham gia bộ phim trinh thám dân quốc Thần thám (Detective L). Anh cũng góp mặt trong bộ phim điện ảnh Lớp Học Bổ Túc Ngân Hà (Look up) do Du Bạch My và Đặng Siêu đạo diễn, giành giải Nam diễn viên điện ảnh đột phá tại Giải thưởng Tencent Video All Star và Nam diễn viên điện ảnh của năm tại Sách trắng giải trí Tencent. Anh đứng thứ 36 trong danh sách Danh sách 100 ngôi sao nổi tiếng Trung Quốc theo Forbes.
Năm 2020, Bạch Vũ đóng vai chính trong bộ phim tình cảm giả tưởng Giữa chốn bồng lai. Anh đứng thứ 68 trong danh sách Danh sách 100 ngôi sao nổi tiếng Trung Quốc theo Forbes.  Tháng 10 cùng năm, Bạch Vũ gây ấn tượng với diễn xuất đầy cảm xúc trong bộ phim tội phạm được đánh giá cao Chân tướng trầm mặc.

## Phim

### Phim điện ảnh
| Năm  | Tiêu đề                                            | Tiêu đề tiếng Trung | Vai diễn                              | Ghi chú/ Tham khảo      |
| ---- | -------------------------------------------------- | ------------------- | ------------------------------------- | ----------------------- |
| 2016 | Yêu em từ cái nhìn đầu tiên                        | 微微 一笑 很 倾城   | Tào Quang/ Vi Quang                   | [ 22 ]                  |
| 2016 | Lục Nghiêu gặp Mã Lệ (When Larry Met Mary)         | 陆 垚 知 马 俐      |                                       | Cameo                   |
| 2016 | The Fraud Love Group                               | 骗 爱 天 团         | Yang Xiuxian                          | [ 23 ]                  |
| 2017 | Kiến quân đại nghiệp (The Founding of an Army)     | 建军 大业           | Cai Qingchuan                         | [ 10 ]                  |
| 2018 | Câu chuyện bắt quỷ (Legend of Demon Catcher Fahai) | 缉 妖法 海 传       | Pei Wende                             | Độc quyền bởi IQIYI VIP |
| 2019 | Lớp Học Bổ Túc Ngân Hà (Look up)                   | 银河 补习班         | Ma Fei                                | [ 18 ]                  |
| 2021 | 1921                                               | 1921                | Cai He Sen                            |                         |
| 2022 | Bảo vệ bạn bình an (Post Truth)                    | 保你平安            | Feng Qiangqiang (Phùng Thương Thương) | Cameo                   |

### Phim truyền hình
| Năm       | Tiêu đề                                  | Tiêu đề tiếng Trung | Vai diễn        | Vai trò/Ghi chú     | Bạn diễn                                              | Mạng                                           |
| --------- | ---------------------------------------- | ------------------- | --------------- | ------------------- | ----------------------------------------------------- | ---------------------------------------------- |
| 2014      | Điểu ty nhật ký (0,5 Diors)              | 屌 丝 日记          | Vưu Đông Đông   | Vai chính           | Lưu Manh Manh                                         | LeTV                                           |
| 2015      | Trưởng thành (Grow up)                   | 长大                | Tạ Nam Tường    | [ 3 ]               | Lục Nghị, Bạch Bách Hà                                | Dragon TV                                      |
| 2016      | Young Marshal                            | 少帅                | Phùng Dung      | [ 5 ]               | Văn Chương, Tiểu Tống Giai                            | Bắc Kinh TV, Dragon TV                         |
| 2016      | Yêu em từ cái nhìn đầu tiên              | 微微 一笑 很 倾城   | Tào Quang       | [ 7 ]               | Dương Dương, Trịnh Sảng, Mao Hiểu Đồng                | Dragon TV, Giang Tô TV                         |
| 2016      | Xin chào, Kiều An (Hello, Joann)         | 你好 乔安           | Trần Kiêu       | [ 4 ]               | Thích Vy, Trần Diệc Phi                               | Chiết Giang TV                                 |
| 2016      | Truy tìm ký ức (Memory Lost)             | 美人 为 馅          | Hàn Trầm        | Vai chính           | Dương Dung                                            | IQIYI                                          |
| 2017      | Vân Điên Chi Thượng (Above the Clouds)   | 云巅之上            | Mục Ca          |                     | Trần Hiểu, Viên San San                               | IQIYI                                          |
| 2018      | Mùa hạ thoáng qua (Suddenly This Summer) | 忽而 今夏           | Chương Viễn     | Vai chính           | Bốc Quan Kim                                          | Tencent                                        |
| 2018      | Trấn Hồn (Guardian)                      | 镇 魂               | Triệu Vân Lan   | Vai chính           | Chu Nhất Long                                         | Youku                                          |
| 2019      | Thần Thám (Detective L)                  | 绅 探               | La Phi          | Vai chính           | Vưu Tĩnh Như                                          | Tencent                                        |
| 2020      | Giữa chốn bồng lai (Fairyland Lovers)    | 蓬莱 间             | Bạch Khởi       | Vai chính           | Trịnh Tưu Hoằng                                       | Tencent                                        |
| 2020      | Chân tướng trầm mặc (The Long Night)     | 沉默 的 真相        | Giang Dương     | Vai chính           | Liêu Phàm, Đàm Trác, Ninh Lý, Hoàng Nghiêu, Lục Tư Vũ | iQiyi                                          |
| 2021      | Kỳ nghỉ ấm áp (Vacation of Love)         | 假日 暖洋洋         | Hầu Hạo         | Vai chính           | Diêu Thần, Trương Tịnh Sơ, Hồ Quân                    | iQiyi                                          |
| 2021      | Sơn Hải Tình (Minning Town)              | 闽 宁 镇            | Đinh Thái Tuấn  | [ 27 ]              | Hoàng Hiên, Trương Gia Dịch, Diêm Ny                  | Dragon TV, Chiết Giang TV                      |
| 2021      | Những đứa con nhà họ Kiều (The Bond)     | 乔家的儿女          | Kiều Nhất Thành | Vai chính           | Mao Hiểu Đồng, Tống Tổ Nhi, Trương Vãn Ý              | Chiết Giang TV, Giang Tô TV, Tencent Video,... |
| 2022      | Phong khởi Lũng Tây                      | 风起陇西            | Tuân Hủ         | Vai chính (phiên 2) | Trần Khôn, Angelababy                                 | IQIYI                                          |
| 2022      | Cảm ơn bác sĩ                            | 谢谢你医生          | Bạch Thuật      | Vai chính (phiên 2) | Dương Mịch                                            | CCTV-8, Tencent Video, IQIYI, CCTV-1           |
| 2023      | Long Thành                               | 龙城                | Trịnh Tây Quyết | Vai chính (phiên 2) | Mã Y Lệ, Triệu Kim Mạch                               | CCTV-8, IQIYI                                  |
| Chờ chiếu | Hoắc Khứ Bệnh                            | 霍去病              | Bá Lực          | Vai thứ chính       | Trương Nhược Quân, Mao Hiểu Đồng                      |                                                |
| Chờ chiếu | Triều Ca                                 | 朝歌                |                 | Vai phụ             | Ngô Cẩn Ngôn, Trương Triết Hạn                        |                                                |
| Chờ chiếu | Tây xuất Ngọc Môn                        | 西出玉门            | Xương Đông      | Vai chính (phiên 2) | Nghê Ni, Huỳnh Hiểu Minh                              |                                                |

### Phim ngắn
| Năm  | Tiêu đề tiếng Anh           | Tiêu đề tiếng Trung | Vai diễn | Ghi chú/ Tham khảo |
| ---- | --------------------------- | ------------------- | -------- | ------------------ |
| 2011 | The Best Team               | 最佳 团伙           | Lin Dayu |                    |
| 2013 | Waiting for Blooming        | 等待 绽放           | Shu Zhan |                    |
| 2018 | 20 Unanswered Calls         | 20 个 未 接 来电    |          | [ 30 ]             |
| 2018 | Echoes of the Palace Museum | 故宫 回声           | Lu Yuan  | [ 31 ]             |
| 2019 | Let's Meet New              | 让 我们 重新 认识   |          | [ 32 ]             |

### Chương trình truyền hình
| Năm  | Tiêu đề tiếng Anh | Tiêu đề tiếng Trung | Vai diễn           | Ghi chú |
| ---- | ----------------- | ------------------- | ------------------ | ------- |
| 2019 | Youth Periplous   | 青春 环 游记        | Diễn viên          | [ 33 ]  |
| 2022 | The Truth 1       |                     | Thành viên cố định |         |
| 2024 | The Truth 2       |                     | Thành viên cố định |         |
| 2025 | The Truth 3       |                     | Thành viên cố định |         |

## Đĩa đơn
| Năm  | Tiêu đề tiếng Anh                     | Tiêu đề tiếng Trung | Album                           | Ghi chú                                                     |
| ---- | ------------------------------------- | ------------------- | ------------------------------- | ----------------------------------------------------------- |
| 2016 | "A Smile is Beautiful"                | 一笑 倾城           | Yêu em từ cái nhìn đầu tiên OST | với Trương Bân Bân, Zhang He, Cui Hang & Trịnh Nghiệp Thành |
| 2016 | "Deep Sleep"                          | 沉眠                | Truy tìm kí ức OST              | với Dương Dung                                              |
| 2018 | "10:30 at Los Angeles"                | 洛杉矶 的 十点半    | Mùa hạ thoáng qua OST           | [ 36 ]                                                      |
| 2018 | "Flight of Time"                      | 时间 飞行           | Trấn Hồn OST                    | với Chu Nhất Long                                           |
| 2018 | "Earth Star Meets Sea Star"           | 地 星 撞 海星       |                                 | với Chu Nhất Long                                           |
| 2018 | "Wake Me Up"                          |                     |                                 | Bài hát chủ đề quảng cáo cho Nivea Men                      |
| 2019 | "Child of Generation"                 | 时代 号 子          |                                 | Biểu diễn cho CCTV Gala Mùa xuân                            |
| 2019 | "Ear Whispers of the Northern Arctic" | 北极 耳语           |                                 | [ 39 ]                                                      |
| 2019 | "The Glory of Youth"                  | 少年 的 荣光        | Sheng Zai Zhong Guo             | [ 40 ]                                                      |
| 2020 | "Come to an End"                      | 告一段落            |                                 | [ 41 ]                                                      |

## Giải thưởng và đề cử
| Năm  | Giải thưởng                                                    | Hạng mục                                                         | Phim được đề cử           | Kết quả   | Tham khảo     |
| ---- | -------------------------------------------------------------- | ---------------------------------------------------------------- | ------------------------- | --------- | ------------- |
| 2016 | Lễ hội hóa trang toàn sao iQiyi lần thứ 5                      | Cặp đôi hoàn hảo                                                 | Truy tìm kí ức            | Đoạt giải | [ 42 ]        |
| 2018 | Giải thưởng Ngôi sao Video Tencent lần thứ 12                  | Diễn viên truyền hình truyền miệng                               | —                         | Đoạt giải | [ 43 ]        |
| 2018 | GQ 2018 Người đàn ông của năm                                  | Giải thưởng nghệ sĩ triển vọng                                   | —                         | Đoạt giải | [ 44 ]        |
| 2018 | Q China Music Awards                                           | Ca sĩ nhạc lai nổi tiếng nhất                                    | —                         | Đoạt giải | [ 45 ]        |
| 2018 | Q China Music Awards                                           | Nhạc phim phổ biến nhất                                          | "Flight of Time"          | Đoạt giải | [ 45 ]        |
| 2019 | Kim Cốt Đoá - Liên hoan phim và truyền hình mạng lần thứ tư    | Nam diễn viên chính xuất sắc nhất                                | Thần thám                 | Đề cử     | [ 46 ]        |
| 2019 | Tencent Video All Star Awards                                  | Diễn viên điện ảnh đột phá                                       | Lớp Học Bổ Túc Ngân Hà    | Đoạt giải | [ 47 ]        |
| 2019 | Sách trắng của Tencent Entertainment                           | Bảng Star Celebrity: Diễn viên điện ảnh của năm                  | Lớp Học Bổ Túc Ngân Hà    | Đoạt giải | [ 48 ]        |
| 2020 | Giải thưởng diễn viên của Trung Quốc lần thứ 7                 | Nam diễn viên chính xuất sắc nhất (web-drama)                    | —                         | Đề cử     | [ 49 ]        |
| 2020 | iQIYI Scream Night                                             | Nam diễn viên được yêu thích nhất trong năm                      | Chân tướng trầm mặc       | Đoạt giải | [ 50 ] [ 51 ] |
| 2020 | Giải thưởng Công nghiệp Giải trí và Văn hóa Điện ảnh lần thứ 3 | Nam diễn viên chính xuất sắc nhất trong phim truyền hình dài tập | Chân tướng trầm mặc       | Đề cử     | [ 52 ]        |
| 2020 | Giải thưởng Công nghiệp Giải trí và Văn hóa Điện ảnh lần thứ 3 | Diễn xuất hay nhất trong phim truyền hình dài tập                | Chân tướng trầm mặc       | Đề cử     | [ 52 ]        |
| 2020 | 2020 IFeng Film and TV Award                                   | Nam diễn viên chính xuất sắc nhất ở mảng truyền hình             | Chân tướng trầm mặc       | Đoạt giải | [ 53 ]        |
| 2021 | 2020 Weibo Night                                               | Nam diễn viên đột phá của năm                                    | Chân tướng trầm mặc       | Đoạt giải | [ 54 ]        |
| 2021 | 9th IQIYI All-Star Carnival                                    | Nam diễn viên xuất sắc của năm                                   | Chân tướng trầm mặc       | Đoạt giải | [ 55 ]        |
| 2021 | 2021 BIFF Asia Contents Awards                                 | Nam diễn viên chính xuất sắc nhất                                | Chân tướng trầm mặc       | Đề cử     | [ 56 ]        |
| 2021 | Giải Hoa Đỉnh lần thứ 32                                       | Nam diễn viên chính xuất sắc nhất (phim đương đại)               | Chân tướng trầm mặc       | Đề cử     | [ 57 ]        |
| 2021 | Giải Hoa Đỉnh lần thứ 32                                       | Nam diễn viên truyền hình được khán giả yêu thích nhất           | Những đứa con nhà họ Kiều | Đề cử     | [ 57 ]        |
| 2021 | 2021 IFeng Film and TV Award                                   | Nam diễn viên chính xuất sắc nhất ở mảng truyền hình             | Những đứa con nhà họ Kiều | Đề cử     | [ 58 ]        |
| 2021 | Quốc kịch thịnh điển 2021                                      | Nam diễn viên xuất sắc của năm                                   | Những đứa con nhà họ Kiều | Đoạt giải |               |
| 2021 | GQ 2021 Men of the Year                                        | Nam diễn viên triển vọng của năm                                 | —                         | Đoạt giải | [ 59 ]        |
| 2021 | 2021 New Weekly Awards                                         | Nghệ sĩ của năm                                                  | —                         | Đoạt giải | [ 60 ]        |